# ينيكوون (أديامان)
ينيكوون (بالكردية: Misûrkan‏) (بالتركية: Yenigüven)‏ هي قرية كرديّة تتبع إداريّاً لمديرية أديامان في محافظة أديامان التركية الواقعة في جنوب شرق الأناضول. وبلغ عدد سكانها 400 نسمة في عام 2021.